# 斯基道峰

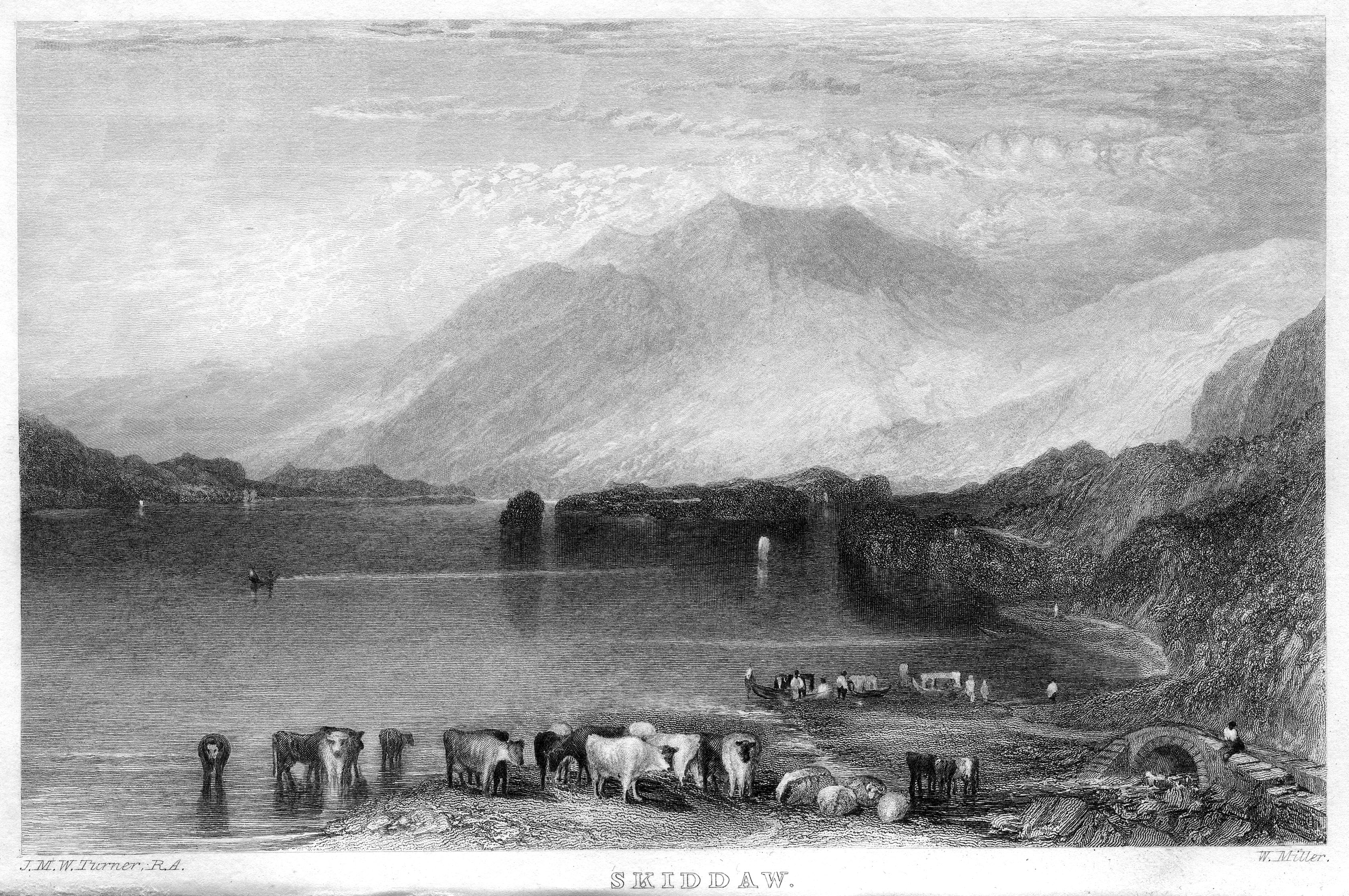
斯基道峰，透納，1833

斯基道峰（英語：Skiddaw），又譯斯基多峰，是英國英格蘭湖區國家公園的一座山峰。斯基道峰的海拔高度達931米，是英格蘭第四高峰。斯基道峰位於凱西克以內，是湖區北部地區重要的山峰，佔據了這一地區天際線的主導地位。斯基道峰也是一個著名的登山旅遊地，並且出現在眾多文藝作品。
斯基道峰由北向南又可分為四座山峰，分別是：North Top、High Man（主峰）、Middle Top、South Top。

## 外部連結
- Skiddaw is at coordinates 54°38′49″N 3°08′46″W / 54.647°N 3.146°W
- Computer-generated virtual panoramas North （页面存档备份，存于） South （页面存档备份，存于） Index （页面存档备份，存于）
- Skiddaw photos, information and walks （页面存档备份，存于）